# Tatjana Piurowa
Tatjana Piurowa (ur. 5 kwietnia 1982 w Ałma-Acie w Kazachstanie) – kazachska siatkarka, grająca jako przyjmująca. Obecnie występuje w drużynie Żetysu.